# Cantone di Falaise-Sud
Il Cantone di Falaise-Sud era una divisione amministrativa dell'arrondissement di Caen.
A seguito della riforma approvata con decreto del 17 febbraio 2014, che ha avuto attuazione dopo le elezioni dipartimentali del 2015, è stato soppresso.

## Composizione
Comprendeva parte della città di Falaise e i comuni di:
- Damblainville
- Eraines
- Fresné-la-Mère
- Pertheville-Ners
- Versainville
- Villy-lez-Falaise
- La Hoguette